# Spalax antiquus
Spalax antiquus (сліпак античний) — вид мишоподібних ссавців з родини сліпакових (Spalacidae).

## Таксономічні примітки
Spalax antiquus раніше був зазначений як підвид S. graecus, але з тих пір був визнаний окремим видом завдяки молекулярній генетиці та детальним морфологічним дослідженням.

## Середовище проживання
Ендемік Румунії. Вид можна знайти на Трансільванській рівнині (горбистий, степовий і лісостеповий регіон Трансільванії), переважно на адміністративній території округу Клуж, але також у прилеглих частинах повітів Муреш і Бістрица-Насеуд, а також на плато Тирнавелор в межах Округ Альба. Відомо щонайменше чотири ізоляти. Попередні записи з південної та південно-східної частини Трансільванської рівнини не могли бути підтверджені недавніми дослідженнями, тому схоже, що вид вимер у цих областях, зараз він зберігся лише в північно-західній частині регіону.
Вид — мешканець степових і лісостепових лук. Більшість його місць проживання використовуються як пасовища, однак, схоже, він уникає надмірного випасу пасовищ. Іноді він може потрапляти на деякі дрібні орні землі, особливо на люцерну, для корму. Суворо підземний, більш рухливий і агресивний порівняно з Nannospalax.

## Загрози й охорона
Найважливішими факторами загрози є різні процеси, що призводять до втрати середовища існування — сільське господарство, урбанізація, розвиток території та будівництво доріг. Надмірний випас значно зменшує видову різноманітність. Відомо також, що бродячі чи пастуші собаки вбивали цих сліпаків.